# Cossal
Cossal ist eine osttimoresische Aldeia im Suco Saburai (Verwaltungsamt Maliana, Gemeinde Bobonaro). 2015 lebten in der Aldeia 727 Menschen.

## Geographie

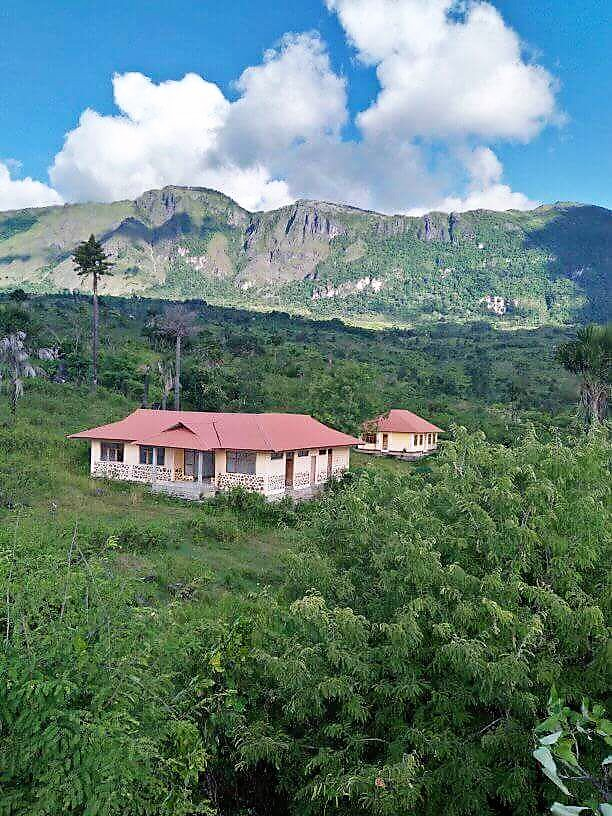
Der UPF-Stützpunkt Saburai 2

Cossal reicht vom Nordwesten bis zum Osten des Sucos Saburai. Nördlich liegt die Aldeia Tazmasac, südlich die Aldeia Mabiloa. Im Südwesten grenzt Cossal an den Suco Leber, im Westen bildet der Fluss Malibaca die Grenze zu Indonesien. Im Zentrum liegen die Ortschaften Maloi und Majolo’o, östlich davon, am Fuß des Gebirgszuges an der Ostgrenze das Dorf Cossal. Höchster Gipfel ist der Foho Malitoli (Foho Saburai, 1714 m). Im Norden befindet sich der Stützpunkt Saburai 2 der Unidade de Patrulhamento de Fronteira (UPF).

## Politik
2023 wurde Alfredo Bere Cosso zum Chefe de Aldeia gewählt.